# Coko
Cheryl Elizabeth "Coko" Clemons (13 de junho de 1974) é uma cantora e vocalista do SWV, grupo estadunidense de R&B.

## Carreira musical
Clemons começou sua carreira musical como membro do coro em Hezekiah Walker Amor Fellowship Tabernacle Choir.

## Sisters with Voices
De 1990 a 1998, Coko cantou com o grupo a gravação de platina, Sisters with Voices (SWV). No total, o grupo divulgou seis álbuns. Após o seu álbum de Natal de 1998, SWV foi desfeita. Dois álbuns de coletâneas foram lançadas após a dissolução: Greatest Hits (1999) e The Best of SWV (2001). Coko tomou a decisão final para dispersar o grupo. Em uma entrevista, ela disse que não foi uma decisão mútua, e que muitas pessoas tentaram convencê-la a ficar. Ela afirma que sua razão para sair era que o grupo não estava se comunicando bem e que ela sentiu que seria melhor com uma carreira solo.

## Carreira solo
Depois de dissolução SWV, Coko passou a lançar seu primeiro álbum solo em RCA, intitulado Hot Coko, lançado em agosto de 1999. O primeiro single, "Sunshine", que foi dedicada ao seu filho Jazz, atingiu a posição de Top 40 nas paradas de R&B de verão. No entanto, tanto o álbum e singles não reuniu o sucesso comercial quando Coko era do SWV. Enquanto isso, Coko estava trabalhando em um solo segundo álbum intitulado Music doll no início de 2001, mas a RCA encerrou a divisão de música negra e o projeto foi arquivado. Desde então, ela tem se concentrado mais em sua família, e produtor gospel acabou se casando com o baterista Israel Houghton, Mike "Big Mike" Clemmons, o pai de seu segundo filho, Jaylon. Ela atualmente reside em Virginia Beach, Virgínia.
Em 2001, Coko e sua mãe Lady "Clyde" Tibba Gamble fez um remake da música "Tears in Heaven" (originalmente gravada por Eric Clapton) sobre o álbum Rhythm and Spirit: "Love Can Build a Bridge". O álbum contou com outros artistas como Jennifer Holliday, Patti Labelle, e Tramaine Hawkins. Clemons cantou no Brent Jones & Mobb TP "Midnite" single em 2002. Ela também apareceu no álbum Youthful Praise's 2003 gospel album Thank You for the Change cantando "Up There".
Coko estréia solo Full Gospel, Grateful, foi lançado nos Estados Unidos em 31 de outubro de 2006 e estreou em #5 na parada da Billboard Top Independent albums charts. Grateful inclui uma cobertura all-star de The Clark Sisters "Endow Me", que apresenta cantores de R&B Faith Evans, Fantasia Barrino e Lil' Mo. Uma versão alternativa, menos Faith Evans foi realizada em BET's Celebration of Gospel '07. Uma edição especial do Grateful só está disponível em lojas do Wal-Mart inclui duas faixas bônus "I Wish" e Brent Jones "Midnite", com Coko nos vocais.

Coko foi relatado para ter juntou um elenco turnê all-black executar a peça aclamado The Vagina Monologues, juntamente com Sherri Shepherd, Star Jones, Vanessa L. Williams, entre outros. Em junho de 2008, Coko realizado no Japão para o Billboard Live Tour. Ela cantou alguns de seus sucessos solo "Sunshine", "Clap Your Hands", ea música SWV "Right Here / Human Nature".

## Reunificação com oSWV
Coko reunido com SWV e realizado durante a sua primeira apresentação ao vivo em oito anos em Los Angeles para fins urbanos rádio KKBT 100,3 "The Beat" do concerto Summerjam em 20 de agosto de 2005. Eles também apareceram no 2006 New Jack Reunion Tour. SWV foi destaque na XXL onde discutiram singles de seu álbum de estréia It's About Time. Na entrevista, Clemons mencionado que o grupo deixaria de executar canções sexualmente explícitas, como "Downtown" e "Can We" mais de um novo respeito por suas crenças como um cristão. A performance final do grupo aconteceu em Toronto no final de junho de 2007.
Em 4 de abril de 2008, retornou com Coko SWV para realizar alguns de seus sucessos para o aniversário dos locais Kutts DJ Kid'.
Como SWV estava no meio de novos programas para o início de 2011, Coko posou para um ensaio em Jackson, Mississippi com o fotógrafo Will Sterling. As fotos mostram off figura curvilínea do cantor em vestidos elegantes, o grupo contra a beleza natural do Mississippi Delta.

## Discografia

### Albuns
| Year | Album                                                                      | Chart positions | Chart positions | Chart positions | Release notes |
| Year | Album                                                                      | U.S.            | U.S. R&B        | U.S. Gospel     | Release notes |
| ---- | -------------------------------------------------------------------------- | --------------- | --------------- | --------------- | --- |
| 1999 | Hot Coko - 1st studio album - Released: 1999                               | 68              | 14              | —               | - Label: RCA Records - Producers: Rodney Jerkins, Brian Alexander Morgan, etc.                                                                                       |
| 2006 | Grateful - 2nd studio album - Released: October 31, 2006                   | —               | 40              | 5               | - Label: Light/Artemis - Additional Chart positions: Indie #21 - Producers: Warryn Campbell, Donald Lawrence, Alexander "Asaph" Ward, "Big Mike" Clemons, Tony Homer |
| 2008 | A Coko Christmas - 1st Christmas studio album - Released: October 14, 2008 | —               | —               | —               | - Label: Light |
| 2009 | The Winner In Me - 3rd studio album - Released: July 14, 2009              | —               | 55              | 4               | - Label: Light/Intersound |

### Singles
| Year | Single                                               | Chart positions | Chart positions | Chart positions | Chart positions | Album                   |
| Year | Single                                               | U.S. Hot        | U.S. R&B        | U.S. Gospel     | UK              | Album                   |
| ---- | ---------------------------------------------------- | --------------- | --------------- | --------------- | --------------- | ----------------------- |
| 1997 | "Men in Black" (with Will Smith)1                    | —               | 1               | —               | 1               | Men in Black: The Album |
| 1999 | "Sunshine"                                           | 70              | 19              | —               | —               | Hot Coko                |
| 1999 | "Triflin'"(with Eve)                                 | —               | 69              | —               | —               | Hot Coko                |
| 2006 | "I Get Joy" (with Kirk Franklin)                     | —               | —               | 20              | —               | Grateful                |
| 2006 | "Clap Your Hands"                                    | —               | —               | —               | —               | Grateful                |
| 2006 | "Endow Me" (with Fantasia, Faith Evans, and Lil' Mo) | —               | —               | —               | —               | Grateful                |
| 2009 | "Wait" (featuring Youthful Praise)                   | —               | —               | —               | —               | The Winner In Me        |
| 2010 | "The Winner In Me"                                   | —               | —               | —               | —               | The Winner In Me        |

1U.S. Airplay charts

### Outras performances
- 1997 Will Smith: "Men In Black (featuring Coko)" Men In Black Soundtrack (Columbia)
- 1997 LSG: "All The Times (featuring Faith Evans, Coko, & Missy Elliott)" (Elektra)
- 1997 Johnny Gill & Coko: "Fire and Desire" Booty Call Soundtrack (Jive)
- 1999 Coko: "He Be Back" Why Do Fools Fall In Love Soundtrack (Elektra)
- 1999 Tevin Campbell: "Everything You Are (featuring Coko)" (Qwest)
- 2002 Brent Jones & TP Mobb: "Midnite (featuring Coko)" (EMI Gospel)
- 2003 Coko: "Easy Lover" Urban Renewal: The Songs of Phil Collins (Atlantic)
- 2003 Youthful Praise: "Up There (featuring Coko)" (Evidence Gospel)
- 2007 Onitsha: "My Life" (featuring Mary Mary and Deborah Cox) (Stillwaters Records)
- 2008 Case & Coko: "Face To Face" Tyler Perry's Meet the Browns soundtrack (Atlanta Records)